# Аполлон (журнал)
«Аполло́н» — русский иллюстрированный журнал по вопросам изобразительного искусства, музыки, театра и литературы; издавался в 1909—1917 в Санкт-Петербурге.
Первый номер вышел 25 октября 1909 года и был приурочен к выставке художника Георгия Лукомского — позже его работам был посвящён специальный номер журнала.  Первые два номера за 1909 вышли с обложкой Льва Бакста, третий — с обложкой Д.И. Митрохина. В 1910 журнал выходит со стандартной обложкой Мстислава Добужинского. С октября 1909 до января 1911 года вышло 12 номеров сквозной нумерации; в это время журнал печатался в типолитографии Ефронов «Якорь».  В 1909—1910 годах журнал выпускал в виде приложения «Литературный альманах».
С 1911 года меняется формат журнала; с этого времени и до 1917 года номера журнала выходят в обложке М.В. Добужинского с декоративной рамкой. С 1911 года журнал выходил десять раз в год; в 1911—1912 годах 2 раза в месяц появлялось приложение «Русская художественная летопись», ставшее с 1913 года частью отдела хроники журнала.
С 1911 года издателями были Сергей Константинович Маковский (инициатор создания журнала) и сын К. К. Ушкова, Михаил Константинович Ушков. Маковский редактировал журнал до № 9 1912 года, затем редактором стал барон Н. Н. Врангель.
«Аполлон» публиковал материалы по истории классического и современного русского и зарубежного искусства, обзоры выставок, театральной и музыкальной жизни в России и других странах; освещал проблемы изучения и охраны памятников русского искусства. Позиции журнала определялись идеалистическими взглядами и изощрёнными вкусами литературно-художественной элиты, видевшей в революции угрозу культуре, иллюзиями о преображении мира искусством с его духовными ценностями и совершенством формы. «Аполлон» проявлял враждебное отношение и к передвижничеству, и к официально-государственному направлению.
Раздел «Письма о русской поэзии» вёл в журнале Николай Гумилёв; рубрику «Заметки о русской беллетристике» — поэт Михаил Кузмин, а «Петербургские театры» — критик Сергей Ауслендер.
В «Аполлоне» выступали представители различных течений в русском искусстве начала XX века кроме крайних левых: вначале журнал привлёк символистов, с 1913 года он стал трибуной акмеистов, под конец в журнал проникли формалисты (Б. Эйхенбаум, Б. Томашевский). В «Аполлоне» печатались Сергей Городецкий, Максимилиан Волошин, Осип Мандельштам; печатались сочинения И. Ф. Анненского, А. А. Блока, В. Я. Брюсова, В. И. Иванова, М. А. Кузмина, Н. С. Гумилёва, художественно-критические статьи С. М. Волконского, В. А. Дмитриева, А. А. Ростиславова, Н. Н. Пунина, Я. А. Тугендхольда, В. А. Чудовского. Печатались репродукции картин большого формата.
В «Аполлоне» впервые появились стихи, подписанные: Анна Ахматова. Её муж Николай Гумилёв был против её литературных занятий, однако Сергей Маковский взял на себя всю ответственность: «Разрешаю вам говорить, что эти строфы я попросту выкрал из вашего альбома и напечатал самовластно». Стихи вызвали массу похвал, и Гумилёву, вернувшемуся из «дальних странствий», оставалось только примириться со свершившимся фактом. Впервые появились на страницах журнала стихи графа Василия Комаровского.
Идеалистическая направленность журнала, оторванность его от реалий жизни послужили поводом для сатирического рассказа Аркадия Аверченко «Аполлон» 1910 года.
Последний номер журнала за 1917 год вышел осенью 1918 года. Журнал «Аполлон» был закрыт в связи с финансовыми и материальными трудностями. В советской энциклопедии указывается, что журнал был закрыт в связи с публикациями антисоветских статей (Большая советская энциклопедия, Том 2).